# Uzo

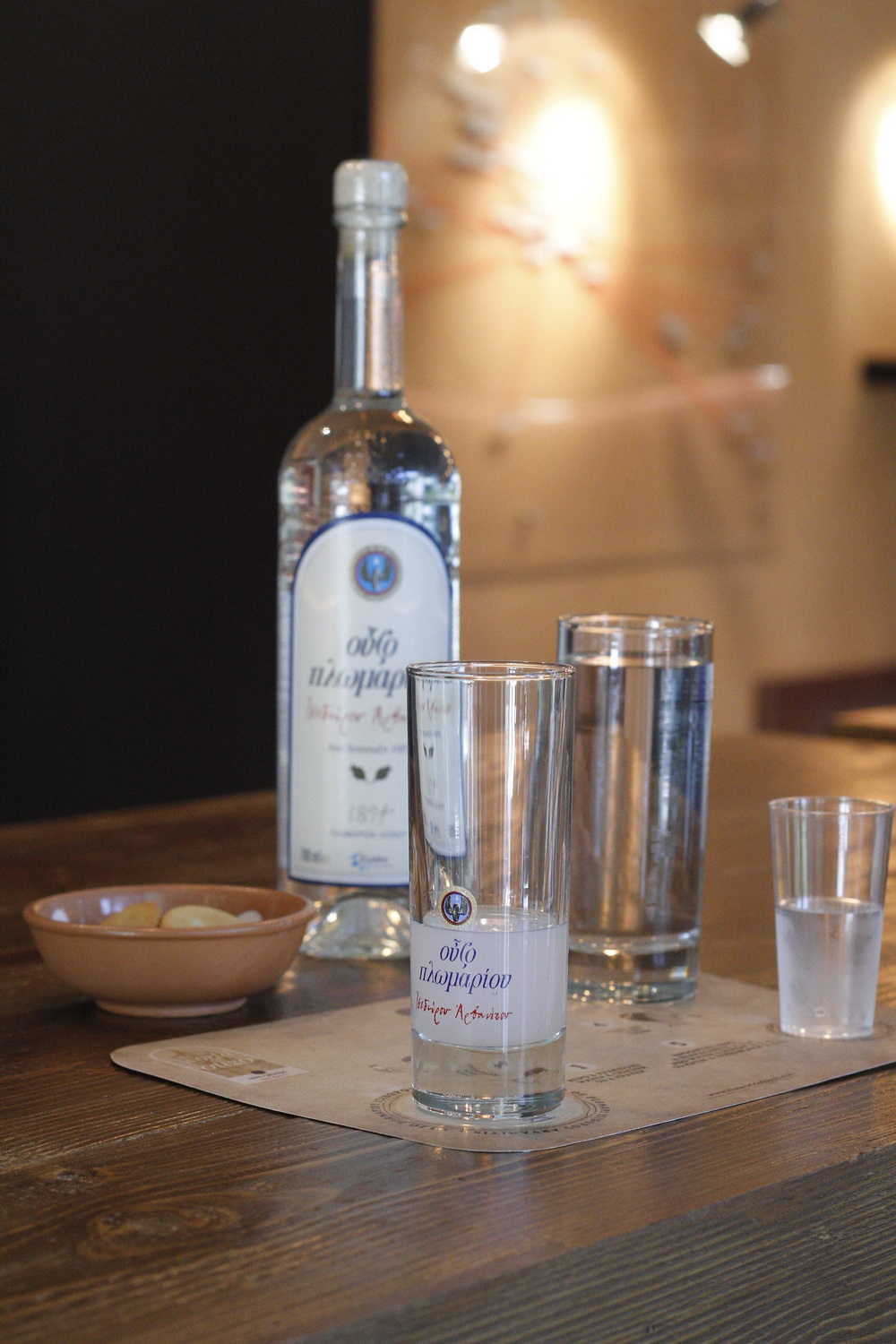
Degustacja uzo w Muzeum Uzo

Uzo (ngr. ούζο) – grecka wódka o smaku anyżowym i o zawartości alkoholu do 48%; zaliczana do aperitifów. Najpopularniejszy w Grecji napój alkoholowy.
Podawana zazwyczaj z wodą (w dodatkowej szklance); po rozcieńczeniu zmienia kolor na mleczny, podobnie jak inne aperitify wytwarzane na bazie anyżku (np. absynt).

## Pochodzenie nazwy
Nazwa trunku miała powstać wskutek przypadku. Wytworzono go pod koniec XIX wieku w prywatnej destylarni w tesalskim Tirnawos, znanym z produkcji wysokojakościowych tkanin jedwabnych eksportowanych do Włoch. Opatrywano je adresową etykietką z nadrukiem uso (użytkownik) dla nazwiska odbiorcy, przez co słowo to stało się miejscowym synonimem produktu najwyższej jakości. Pierwszy klient, który skosztował nowego trunku, miał je wykrzyknąć jako wyraz szczególnego uznania.

## Efekt uzo
Mętnienie i białe zabarwienie powstające przy rozcieńczaniu tego alkoholu wodą spowodowane są zawartością w nim anetolu – nierozpuszczającego się w wodzie związku chemicznego pochodzącego z anyżu. W nierozcieńczonej wódce zawartość etanolu jest na tyle wysoka, że cały zawarty w niej anetol jest rozpuszczony bądź tworzy krople o wielkości zbyt nikłej dla rozpraszania światła. Wskutek rozcieńczenia hydrofobowy anetol wytrąca się w postaci kropel o rozmiarach do 3 mikrometrów, tworząc mętną i względnie trwałą (nieulegającą dalszej koalescencji) emulsję. Zjawisko mętnienia uzo oraz innych wódek anyżowych (np. tureckiej rakı) podczas ich rozcieńczania nazywane jest umownie „efektem uzo”.